# حمزه العقریبی
حمزه العقریبی (انگلیسی: Hamza Agrebi؛ زادهٔ ۲۱ مارس ۱۹۹۱) بازیکن فوتبال اهل تونس است.
از باشگاه‌هایی که در آن بازی کرده‌است می‌توان به باشگاه فوتبال آفریقایی اشاره کرد.
وی همچنین در تیم ملی فوتبال تونس بازی کرده‌است.